# Medico del popolo dell'Unione Sovietica
Il titolo di medico del popolo dell'Unione Sovietica (in russo Народный врач СССР, Narodni vratx SSSR) è stato un titolo onorifico sovietico creato da Leonid Brežnev il 25 ottobre 1977 ed ufficializzato con la pubblicazione sul n°44/1977 della Gazzetta ufficiale Soviet Supremo dell'URSS.
Il suo regolamento venne poi modificato e integrato dal decreto della Presidenza del Soviet Supremo del 22 agosto 1988.
Esso era conferito dalla Presidenza del Soviet Supremo in rappresentanza del Ministero della Salute Pubblica dell'URSS. Alle persone nominate medico del popolo dell'Unione Sovietica veniva consegnato un diploma della Presidenza del Soviet Supremo nonché la decorazione ed il certificato corrispondenti.
Il riconoscimento poteva essere conferito a medici e infermieri nonché a strutture sanitarie quali policlinici, reparti di maternità, interi ospedali, sanatori o consultori per la medicina preventiva; le persone o le strutture premiate dovevano aver fornito contributi notevoli allo sviluppo della sanità pubblica, manifestato una professionalità ed una maestria particolarmente elevata e dimostrato alte qualità morali e abnegazione nello svolgimento dei compiti loro assegnati.
Con la Dissoluzione dell'Unione Sovietica del 1990 il titolo non scomparì e il 30 dicembre del 1995, con un decreto della Presidenza della Federazione Russa, venne istituita l'onorificenza di medico meritorio della Federazione Russa.
La decorazione fu conferita per la prima volta il 9 agosto 1978, quando vennero premiate 5 persone:
- Víktor Nikolàievitx Vasilenko;
- Liudmila Vasílievna Ievstràtova;
- Víktor Mikhàilovitx Ilín;
- Liudmila Nilolàievna Mikhàilova;
- Zaguipa Madíevna Madíeva.

L'ultimo medico premiato fu invece il dr. Vitali Prokópievitx Serguèiev di Oš (RSS del Kirghizistan), al quale la decorazione fu conferita il 20 dicembre 1991.

## Caratteristiche delle medaglie
La medaglia era fatta di tombac (una lega di rame e zinco) dorato ed aveva una forma grossomodo quadrangolare (22,5 per 23,5 mm). Nella sua parte centrale recava l'iscrizione "Народный врач СССР" (Medico del popolo dell'URSS) su tre righe e al di sotto, sulla sinistra, il simbolo medico della coppa di Igea ed un ramo di alloro. Il tutto in rilievo, con le lettere convesse. Era sospesa su un nastro di seta rossa della dimensione di 18 per 21 mm al quale era unita da un passante metallico recente al centro il simbolo della falce e martello.